# Кон (божество инков)
В мифологии инков Кон был богом дождя и ветра, приходящих с юга. Сын Инти и Мама Кильа. Изображался с бородой и белой кожей.
Кон был братом Пача Камак, которого, согласно мифу, изгнали из империи, отправив на север, туда, откуда он произошёл. Однако в своё изгнание Кон забрал с собой дождь и навсегда оставил прибрежную полосу Перу бесплодной.
Первоначально этот бог назывался Kon Tiqui (или Kon Tiki). В 1947 году Тур Хейердал, антрополог и морской биолог, совершил путешествие из Перу в Полинезию на плоту, названном Кон-Тики (Kon-Tiki), для демонстрации возможности контактов между двумя культурами, в результате которых термин, обозначавший «бога» (tiki), стал единым как для полинезийцев, так и для перуанцев.